# Compsodiplosis friburgensis
Compsodiplosis friburgensis är en tvåvingeart som beskrevs av Tavares 1915. Compsodiplosis friburgensis ingår i släktet Compsodiplosis och familjen gallmyggor. Inga underarter finns listade i Catalogue of Life.